# パピヨン (競走馬)
パピヨン (Papillon) はアイルランドの競走馬である。2000年にグランドナショナルで優勝した。

## 戦績
デビュー戦は1996年2月のハードル競走。20頭立ての競走だったが1着となる。次走を2着とすると休養に入り、1996/97シーズンよりチェイスへ転向する。初戦を勝利するなどチェイスでも安定した成績を残し、2月に行われたノービスのG3競走で重賞初勝利を挙げる。そしてノービスながらアイリッシュグランドナショナルに出走し単勝7倍の2番人気となるが、カラ馬に進路を塞がれる不利もあり4着に敗れた。翌1997/98シーズンも好調を維持し再びアイリッシュグランドナショナルに出走するが、実績馬不在のためパピヨンがトップハンデの12ストーン (約76.2kg) を背負うこととなり、善戦するものの11ポンド軽いボビージョーから半馬身差の2着という結果だった。翌1999年もトップハンデで出走したが見せ場なく10着に敗れた。
2000年、今度はイギリスのグランドナショナルに10ストーン12ポンドのハンデ (約69kg) で出走することになった。このシーズンでパピヨンはそれほど良い成績を収めていなかったが、前年にボビージョーがグランドナショナルに優勝したこともあり、単勝11倍の2番人気に推された。レースでは先頭の内を追走、2周目のキャナルターンの付近で先頭に並びかけ、最後はメアリーモスとの叩き合いを制して優勝した。勝ちタイムは9分9秒7。出走馬40頭中17頭が完走した。鞍上のルビー・ウォルシュは調教師のテッド・ウォルシュの息子であり、親子での制覇となった。
2001年のグランドナショナルは不良馬場で行われ、パピヨンは第19障害でカラ馬の妨害により落馬したが、第20障害を越えた時点ですでにレッドマローダーとスマーティの2頭しか残っておらず、ルビー・ウォルシュは同様に落馬したブローイングウインド騎乗のトニー・マッコイの呼びかけに答えて再騎乗。ブローイングウインドに続く4位で入線した。
その後、成績は下降線をたどり、2003年3月のレースを最後に引退した。

### 主な勝ち鞍
- ヨーロピアンブリーダーズファンドチェイス (G3) （1997年）
- ニューランズチェイス (G2) （1999年）
- グランドナショナル (G3) （2000年）

## 血統表
| パピヨンの血統ファラリス系 / Hyperion5×5=6.25% | パピヨンの血統ファラリス系 / Hyperion5×5=6.25% | パピヨンの血統ファラリス系 / Hyperion5×5=6.25% | （血統表の出典）      | （血統表の出典）   |
| 父 Lafontaine 1977                             | 父の父Sham 1970                                | Pretense                                       | Endeavour             | Endeavour          |
| 父 Lafontaine 1977                             | 父の父Sham 1970                                | Pretense                                       | Imitation             |                    |
| 父 Lafontaine 1977                             | 父の父Sham 1970                                | Sequoia                                        | Princequillo          | Princequillo       |
| 父 Lafontaine 1977                             | 父の父Sham 1970                                | Sequoia                                        | The Squaw             |                    |
| 父 Lafontaine 1977                             | 父の母Valya 1965                               | Vandale                                        | Plassy                | Plassy             |
| 父 Lafontaine 1977                             | 父の母Valya 1965                               | Vandale                                        | Vanille               |                    |
| 父 Lafontaine 1977                             | 父の母Valya 1965                               | Lilya                                          | Clarion               | Clarion            |
| 父 Lafontaine 1977                             | 父の母Valya 1965                               | Lilya                                          | La Fougueuse          |                    |
| 母 Glens Princess 1977                         | 母の父Prince Hansel 1961                       | The Phoenix                                    | Chateau Boucast       | Chateau Boucast    |
| 母 Glens Princess 1977                         | 母の父Prince Hansel 1961                       | The Phoenix                                    | Fille de Poete        |                    |
| 母 Glens Princess 1977                         | 母の父Prince Hansel 1961                       | Saucy Wilhelmina                               | William of Valence    | William of Valence |
| 母 Glens Princess 1977                         | 母の父Prince Hansel 1961                       | Saucy Wilhelmina                               | Merry Perrin          |                    |
| 母 Glens Princess 1977                         | 母の母Deep Glen 1972                           | Deep Run                                       | Pampered King         | Pampered King      |
| 母 Glens Princess 1977                         | 母の母Deep Glen 1972                           | Deep Run                                       | Trial by Fire         |                    |
| 母 Glens Princess 1977                         | 母の母Deep Glen 1972                           | Glenawina                                      | Soldado               | Soldado            |
| 母 Glens Princess 1977                         | 母の母Deep Glen 1972                           | Glenawina                                      | Rowleys Last F-No.2-t |                    |